# 宿主 (電影)
是一部2013年的美國浪漫科幻驚悚片，改編自史蒂芬妮·梅爾的同名小說。電影由瑟夏·羅南、麥斯·艾朗和傑克·阿貝爾主演。

## 劇情
外星生物入侵地球後，寄生在人體內，控制心智，抹滅人性。寄生在梅蘭妮(瑟夏·羅南 飾演)身上的漫遊者，雖然深知要控制人類心智，面臨人類感情豐沛、過往的記憶鮮明，難以抵抗及駕馭，但仍舊毅然接受挑戰。
只是漫遊者萬萬沒想到，梅蘭妮抗拒讓出她的心智，亦沒有失去自我意思，反而與漫遊者產生靈魂重疊。結果漫遊者思緒裡滿是梅蘭妮所愛的人的身影，那是一個仍未被外星生物入侵的男人。漸漸地，漫遊者也愛上了這個男人。同一個軀殼中的兩個靈魂，不甘願地合作，一起找尋共同所愛的人。
原作提及寄生者的原貌類似水母，有許多觸手。寄生時即是以觸手連接宿主的神經，並取代其原本的意識，但是本體非常脆弱。
寄生者一生遊走於各個他們已知的星球上的智慧種族上，並細細品味他們的一生。其與克蘇魯神話中的伊斯之偉大種族有著異曲同工之妙。

## 演員
| 演員              | 角色                                            |
| 瑟夏·羅南         | 梅蘭妮·史傳德/漫遊者 (Melanie Stryder/Wanderer) |
| 傑克·阿貝爾       | 伊恩·歐歇爾 (Ian O'Shea)                        |
| 麥斯·艾朗         | 傑瑞·哈洛 (Jared Howe)                          |
| 錢德勒·坎特布瑞   | 傑米·史傳德 (Jamie Stryder)                     |
| Frances Fisher    | 瑪姬·史傳德 (Maggie Stryder)                    |
| 黛安·克魯格       | 搜捕手/蕾西 (The Seeker / Lacey)                |
| 威廉·赫特         | 賈伯·史傳德 (Jeb Stryder)                       |
| 波伊德·霍布魯克   | 凱爾·歐歇爾 (Kyle O'Shea)                       |
| Scott Lawrence    | 醫生 (Doc)                                      |
| Lee Hardee        | 亞倫 (Aaron)                                    |
| Phil Austin       | 查爾斯 (Charles)                                |
| Raeden Greer      | 莉莉 (Lily)                                     |
| Alexandria Morrow | 靈魂之一 (Soul)                                 |
| 艾蜜莉·布朗寧     | 小花/小漫 (Pet/Wanderer)                        |

## 外部連結
- 官方网站
- 互联网电影数据库（IMDb）上《The Host》的资料（英文）
- 爛番茄上《The Host》的資料（英文）
- Metacritic上《The Host》的資料（英文）
- Box Office Mojo上《The Host》的資料（英文）
- AllMovie上《The Host》的资料（英文）
- Stephenie Meyer's The Host webpage（页面存档备份，存于）